# Битка за Старобелск
Битката за Старобелск започва на 25 февруари 2022 г., по време на руското нападение над Украйна през 2022 г. Град Старобелск се намира в Луганска област на Украйна; за него претендира самопровъзгласилата се Луганска народна република (ЛНР).

## Битката
Първоначални сблъсъци край Старобелск са съобщени на 24 февруари 2022 г. На 25 февруари 2022 г. въоръжените сили на Украйна твърдят, че са унищожили колона от руски войници, която се е подготвяла да пресече река Айдар.
Градът е със сериозни щети от руски артилерийски обстрел. Има данни за шест ранени и един смъртен случай.
Голям руски конвой, съставен от повече от 60 превозни средства, влиза в Старобелск на 2 март, но е спрян от протестиращи местни жители.
На 6 март губернаторът на Луганска област Сергей Хайдай заявява, че руските сили са превзели Старобелск.